# رایتون آن دانزمور
رایتون آن دانزمور (به انگلیسی: Ryton-on-Dunsmore) یک روستا در بریتانیا است که در Ryton-on-Dunsmore واقع شده‌است. رایتون آن دانزمور ۱٬۸۱۳ نفر جمعیت دارد.